# Desoria tshernovi
Desoria tshernovi är en urinsektsart som först beskrevs av Olga M. Martynova 1974.  Desoria tshernovi ingår i släktet Desoria, och familjen Isotomidae. Arten är reproducerande i Sverige.